# Инои (Элида)
Ино́и (греч. Οινόη) — село в Греции. Расположено на высоте 180 метров над уровнем моря, на левом берегу Ладона, на Пелопоннесе, в 20 километрах к северо-востоку от Пиргоса и в 194 километрах к западу от Афин. Входит в общину Илида в периферийной единице Элида в периферии Западная Греция. Население 298 человек по переписи 2011 года. Площадь 10,304 квадратного километра.
Севернее села проходит дорога Амальяс — Ханья-Спартулья (Χάνια Σπαρτουλιά).

## История
Страбон сообщает о древнем городе Эноя (др.-греч. Οἰνόη), называемом также Беноя (Βοινώα) по дороге в Ласион, на правом берегу реки Селлеис (Σελλήεις, ныне Ладон), текущей с Фолои. Гомер упоминает его как древний город пеласгов Эфира. Эфира была родиной Астиохи, дочери Филанта, матери Тлеполема от Геракла. Из Эфиры Филей вывез доспех Мегета. Отсюда происходили смертельные яды.
До 1915 года (ΦΕΚ 143Α) село называлось Кулогли (Κούλλογλη).

## Население
| Год  | Население, человек |
| ---- | ------------------ |
| 1991 | 324                |
| 2001 | 332                |
| 2011 | ↘ 298              |